# Zale fluctuaris
Zale fluctuaris là một loài bướm đêm trong họ Erebidae.